# Châtillon-sur-Lison
Châtillon-sur-Lison é uma comuna francesa na região administrativa de Borgonha-Franco-Condado, no departamento de Doubs. Estende-se por uma área de 2,89 km². Em 2010 a comuna tinha 8 habitantes (densidade: 2,8 hab./km²).